# Hawks Football Club
Maillots
Hawks Football Club est un club gambien de football basé à Bakau dans la banlieue de la capitale, Banjul. Elle dispute ses rencontres à domicile au Serrekunda East Mini-Stadium de Serrekunda.

## Historique
Fondé en 1974 à Banjul sous le nom de Mabella FC, la formation joue ses rencontres au Serrekunda East Mini-Stadium de Serrekunda. Elle compte sept titres nationaux à son palmarès, trois championnats et quatre Coupes du Gambie. Elle changera plus tard de nom pour devenir le Hawks FC.
Au niveau international, les titres nationaux remportés permettent au club de participer à la Coupe des Coupes et à la Coupe de la confédération, sans obtenir de résultats satisfaisants. Leur meilleure campagne date de 2007 où les Hawks parviennent à passer un tour lors de la Coupe de la confédération.

## Palmarès
- Championnat de Gambie (3) :
  - Vainqueur : 1993,  1996 et 2022
  - Vice-champion : 2004

- Coupe de Gambie (4) :
  - Vainqueur : 1983, 1996, 2006, 2017
  - Finaliste : 1987, 1997, 2003, 2007, 2010 et 2014